# Úhořovec mořský
Úhořovec mořský neboli úhoř mořský (Conger conger) je největší druh úhořovce. Vyskytuje se u pobřeží Evropy a severní Afriky, byl zastižen i v hloubkách přes jeden kilometr. Má hadovitě protáhlé tělo bez šupin, tmavě šedé barvy, která na břiše přechází do bílé. Bývá dlouhý okolo 150 cm, ale byly popsány i třímetrové kusy vážící přes 60 kg. Jeho krev je jedovatá. Skrývá se ve skalních rozsedlinách, odkud v noci vyráží na lov. Je to velmi silný a bojovný predátor. V červenci 2013 byl u pobřeží Irska zaznamenán případ, kdy úhořovec mořský napadl potápěče a vážně ho pokousal v obličeji.